# Combretum tetralophoides
Combretum tetralophoides là một loài thực vật có hoa trong họ Trâm bầu. Loài này được Slooten mô tả khoa học đầu tiên năm 1924.